# Дуки ди Кашиас
Дуки ди Кашиас (на португалски: Duque de Caxias) е град и община в щата Рио де Жанейро, Югоизточна Бразилия. Населението на Дуки ди Кашиас е 864 392 жители (2008 г.), а площта е 464,57 кв. км. Намира се в часова зона UTC-3. Пощенският му код е 25000 – 000, а телефонния +55 21. Намира се на 7 метра н.в.

## Обществени обекти
Общината се обслужва от 15 обществени транспортни компании и 11 общински автобусни компании. Градът разполага с театър и 11 кина. В градът са базирани 2 футболни отбора. В спортната база на града има и 2 стадиона.